# Billy Strayhorn and All-Stars
Billy Strayhorn's All Stars è un album di Billy Strayhorn, pubblicato dalla Mercer Records nel novembre 1951.

## Tracce
Lato A
1. The Happening – 2:38 (Paul Gonsalves) – Registrato il 17 aprile 1951 a New York City
2. Britt-and-Butter Blues – 2:21 (Duke Ellington) – Registrato il 18 maggio 1951 a Boston, Massachusetts
3. Sultry Serenade – 2:31 (Duke Ellington) – Registrato il 18 maggio 1951 a Boston, Massachusetts
4. Alternate – 2:29 (Duke Ellington) – Registrato il 19 giugno 1951 a New York City

Durata totale: 9:59
Lato B
1. Jumping with Symphony Sid – 2:33 (Lester Young) – Registrato il 19 giugno 1951 a New York City
2. Swamp Drum – 2:48 (Billy Strayhorn) – Registrato il 18 maggio 1951 a Boston, Massachusetts
3. Night Walk – 2:38 (Cat Anderson, Duke Ellington) – Registrato il 17 aprile 1951 a New York City
4. Moonlight Fiesta – 3:23 (Juan Tizol) – Registrato il 17 aprile 1951 a New York City

Durata totale: 11:22

## Musicisti
The Happening / Night Walk / Moonlight Fiesta
- Billy Strayhorn – pianoforte, direzione musicale
- Cat Anderson – tromba
- Juan Tizol – trombone
- Jimmy Hamilton – clarinetto, sassofono tenore
- Paul Gonsalves – sassofono tenore
- Wendell Marshall – contrabbasso
- Louis Bellson – batteria

Britt–and–Butter Blues / Sultry Serenade / Swamp Drum
- Billy Strayhorn – pianoforte, direzione musicale, arrangiamenti
- Duke Ellington – pianoforte (brano: Sultry Serenade)
- Russell Procope – clarinetto, sassofono alto
- Will Smith – sassofono alto
- Jimmy Hamilton – clarinetto, sassofono tenore
- Britt Woodman – trombone
- Quentin Jackson – trombone
- Juan Tizol – trombone
- Wendell Marshall – contrabbasso
- Louis Bellson – batteria

Alternate / Jumping with Symphony Sid
- Billy Strayhorn – direzione musicale, arrangiamenti, pianoforte (brano: Jumping with Symphony Sid)
- Duke Ellington – pianoforte (brano: Alternate)
- Jimmy Hamilton – clarinetto, sassofono tenore
- Willie Smith – sassofono alto
- Juan Tizol – trombone
- Wendell Marshall – contrabbasso
- Louis Bellson – batteria